# Convento de San Juan de Dios (Segovia)
El convento de San Juan de Dios es un cenobio de la ciudad española de Segovia.

## Descripción
El convento se encuentra en la calle de los Desamparados, a la que en su momento dio nombre, y ocupa el espacio del que antaño fue hospital de Desamparados. Aparece descrito de la siguiente forma en Las calles de Segovia (1918) de Mariano Sáez y Romero, en el epígrafe referente a la vía:

[...] en la que se encuentra el convento llamado de San Juan de Dios, al que se agregó lo que antes fué Hospital de Desamparados, y de aquí el título de la vía, fundado en 1594 por D. Diego López, para asistencia de menesterosos y cuidado de pobres abandonados. Tiene el fundador su sepultura en la iglesia, formada ésta de dos naves paralelas, siendo una la capilla de San Gregorio, hoy coro de las monjas de la Comunidad de franciscanas de El Espinar. Antes se llamaba la calle de San Juan de Dios por el Santo titular de esta capilla.
(Sáez y Romero, 1918, p. 57)

Desde 2020, el convento está cedido a la Junta de Cofradías de Semana Santa.